# Louise Sandbergen
Louise Alexandrine Georgine Sandbergen bekend als Louise Bouwmeester (Arnhem, 30 juli 1887 – Delft, 30 juli 1976), was een Nederlandse toneelactrice en gedurende de periode 1931 tot 1956 directeur van het revuebedrijf, de Bouwmeester Revue.

## Gezinsleven
Zij werd geboren als dochter van Karel Frederik Rudolf Sandbergen (1848-1942), pianomaker, en Johanna Adriana Bouret (1867-1941), voordrachtkunstenares. Zij huwde in 1914 met Louis Bouwmeester jr. Zoon Louis Frederik Johannes (Loekie) stond op de planken onder artiestennaam Stoethaspel en dochter Joy Carla (Joy) was eveneens actrice. Joy was enige tijd getrouwd met Hans Kaart, en trouwde in 1950 met de Franse acteur Mac Ronay, artiestennaam van Germain Sauvard (1913–2004). Kleinzoon Loekie (1939–2005) was te zien in de eerste uitzending van de NTS in 1951.

## Loopbaan

### Actrice
Haar ouders waren beide actief in het Arnhemse amateurtoneel. Door hen aangemoedigd ging zij naar de Amsterdamse Toonelschool, haalde in 1907 haar eindexamen en werd meteen geëngageerd door het gezelschap van Het Hollandsch Tooneel, dat voornamelijk het Grand Théâtre in Amsterdam bespeelde. Twee jaar later stapte ze over naar de Nederlandsche Tooneelvereeniging, dat de Amsterdamse Stadsschouwburg als thuisbasis had. Ze leerde daar collega-acteur Louis Bouwmeester jr., de zoon van Louis Bouwmeester, kennen. In 1911 hield deze vereniging echter op te bestaan en zij ging mee met Louis en zijn vader op de voor hen derde tournee door Nederlands-Indië. Vanaf 1922 maakte zij ook deel uit van de Bouwmeester Revue, waar zij Mevrouw Bouwmeester werd genoemd. Zij had bezwaar tegen de naam Revue, omdat zij die te banaal vond klinken en de voorkeur gaf aan de benaming Bouwmeester Schouwspel. Het lukte haar echter niet deze verandering door te voeren.

### Leiding geven
Vanwege de geboorten van haar kinderen en de verplichtingen die hun theateronderneming met zich meebracht, stopte zij in 1923 met acteren. Haar voornaamste taak was het leiding geven aan de kostuumafdeling die in het Theater Scala in Den Haag was gevestigd. Hoewel zij eerst jaarlijks naar Parijs reisde om er ideeën op te doen voor nieuwe kostuums en ze daar liet vervaardigen, richtte zij een eigen kledingatelier op. De voor een seizoen gebruikte kleding verkocht zij daarna aan theaterbedrijven in Parijs, Berlijn en Londen, waardoor zij de huizenhoge kosten voor nieuwe kleding en decors kon blijven voldoen. Tijdens de revueoorlog aan het eind van de jaren twintig, was dit zeer belangrijk voor het voortbestaan van de onderneming. 
In 1929 werd het Paleis voor Volksvlijt in Amsterdam, dat ook deel uitmaakte van de Bouwmeester Revue, door brand verwoest en waarbij de kostuums verloren gingen. Dankzij Franse, Engelse en Duitse contacten, wist zij binnen zes weken alle verbrande kostuums, decors en partituren te vervangen.

### Ondernemer
Na het plotseling overlijden van Louis Bouwmeester jr. in 1931, zette zij de onderneming voort. Omdat zij de revue naar een hoger peil wilde brengen en geen juiste regisseur kon vinden, nam zij zelf de regie in handen. Door haar organiserend talent kon zij montage, ballet, muziek, regie, de commerciële mogelijkheden en de goede geest in het gezelschap goed beheersen. 
In 1932 kwam haar premièrevoorstelling Wat doe je in de kou, een door Louis Bouwmeester nagelaten voorstelling, aan het begin van een landelijke tournee, uit in Rotterdam. Zij had artiesten zoals Johan Buziau, Louis Davids, Lou Bandy en tot 1937 het duo Willy Walden en Piet Muyselaar in haar programma.

### Tijdelijke stopzetting
Tijdens de Tweede Wereldoorlog kon zij de zaak goed draaiende houden, totdat in 1942 de belangrijkste publiekstrekker, Buziau, werd opgepakt en, zoals meer vooraanstaande Nederlanders, als Todeskandidat werd afgevoerd en gevangengezet. Vanaf dat moment lag het bedrijf stil tot aan het eind van de oorlog, maar vanaf april 1946 zette zij de revue weer op met de voorstelling De lichtjes zijn weer aan, met haar zoon Loekie als opvolger van komiek Buziau voor ogen. Hij kon met zijn rol als Stoet Haspel niet het publiek voor zich winnen, temeer daar hij zichzelf voor deze rol niet geschikt achtte, maar Louise zette door. 
Het publiek bezocht de revue echter steeds minder, mede door de nieuwe revue van Sleeswijk, waarin het komisch duo Willy Walden en Piet Muyselaar als de dames Snip en Snap optraden. Zij gaf de strijd op en begin jaren vijftig was zij nog wel betrokken bij de financiële afwikkeling van de ijsrevues van Loekie in het Theater Scala. Zij trok zich geheel terug. Zij en haar man gingen aanvankelijk in Rijswijk wonen, maar toen haar zoon in 1955 overleed, vestigden zij zich in Delft.

## Tweede huwelijk
Zij hertrouwde in 1945 met de directeur van het Theater Scala, Victor Baumgarten.

## Overlijden
Zij overleed in een ziekenhuis in Delft. De crematie van haar lichaam vond op 2 augustus 1976 in stilte plaats in Crematorium Eikelenburg in Rijswijk.
Louise Sandbergen ('Mevrouw Bouwmeester') was de enige vrouwelijke revueproducent van Nederland, met haar naam die onlosmakelijk verbonden was aan die van de grootste artiesten uit het theateramusement van haar tijd.